# Арлюкское сельское поселение
Арлю́кское се́льское поселе́ние — упразднённое муниципальное образование в Юргинском районе Кемеровской области. Административный центр — посёлок станции Арлюк.

## История
Арлюкское сельское поселение образовано 17 декабря 2004 года в соответствии с Законом Кемеровской области № 104-ОЗ.

## Население
| 2010  | 2011  | 2012  | 2013  | 2014  | 2015  | 2016  |
| ----- | ----- | ----- | ----- | ----- | ----- | ----- |
| 2493  | ↘2492 | ↗2519 | ↘2508 | ↘2483 | ↘2450 | ↘2407 |
| 2017  | 2018  | 2019  |       |       |       |       |
| ↘2378 | ↘2320 | ↘2262 |       |       |       |       |

## Состав сельского поселения
| № | Населённый пункт | Тип населённого пункта                  | Население |
| - | ---------------- | --------------------------------------- | --------- |
| 1 | 31 км            | разъезд                                 | 70        |
| 2 | 46 км            | разъезд                                 | 1         |
| 3 | Арлюк            | посёлок станции, административный центр | 1760      |
| 4 | Васильевка       | посёлок                                 | 88        |
| 5 | Глинковка        | деревня                                 | 7         |
| 6 | Линейный         | посёлок                                 | 369       |
| 7 | Чёрный Падун     | деревня                                 | 81        |
| 8 | Юльяновка        | деревня                                 | 117       |